# Midden-Saksisch voetbalkampioenschap 1911/12
In 1911/12 werd het derde Midden-Saksisch voetbalkampioenschap gespeeld, dat georganiseerd werd door de Midden-Duitse voetbalbond. Döbelner SC 02 werd kampioen en plaatste zich zo voor de Midden-Duitse eindronde. De club verloor in de eerste ronde met 8-4 van Chemnitzer BC. 

## 1. Klasse
| Plaats | Club              | Wed.           | W              | G              | V              | Saldo          | Ptn.           |
| ------ | ----------------- | -------------- | -------------- | -------------- | -------------- | -------------- | -------------- |
| 1.     | Döbelner SC 02    | 6              | 5              | 0              | 1              | 36:04          | 10:02          |
| 2.     | Riesaer SV 03     | 6              | 4              | 0              | 2              | 15:09          | 08:04          |
| 3.     | FC Wettin Riesa   | 6              | 2              | 1              | 3              | 04:27          | 05:07          |
| 4.     | FC 1901 Roßwein   | 6              | 0              | 1              | 5              | 01:16          | 01:11          |
| 5.     | VfB 1904 Freiberg | Teruggetrokken | Teruggetrokken | Teruggetrokken | Teruggetrokken | Teruggetrokken | Teruggetrokken |
| 6.     | SV 1911 Gröditz   | Teruggetrokken | Teruggetrokken | Teruggetrokken | Teruggetrokken | Teruggetrokken | Teruggetrokken |

- VfB 1904 Freiburg trok zich voor de competitiestart terug. Ze fuseerden hierna met SC Marathon Freiberg en traden volgend jaar opnieuw aan als VfR Freiberg.
- SV 1911 Gröditz trok zich ook voor de competitiestart terug, zij werden het volgende seizoen in de 3. Klasse ingedeeld.

|  | Kampioen, geplaatst voor Midden-Duitse eindronde |
|  | Degradatie                                       |